# Dmitri Nikolajewitsch Sokolow
Dmitri Nikolajewitsch Sokolow (russisch Дмитрий Николаевич Соколов; * 21. Januar 1985 in der Region Stawropol, RSFSR) ist ein russischer Basketballspieler. Sokolow spielte ab 2006 beim russischen Spitzenverein UNICS aus Kasan und wechselte 2009 zum dominierenden russischen Basketballverein PBK ZSKA aus Moskau. In jenem Jahr nahm er auch als Mitglied der russischen Nationalmannschaft an der Basketball-Europameisterschaft 2009 in Polen teil. 2013 kehrte er zu UNICS Kasan zurück.

## Karriere
Sokolow wechselte nach dem Gewinn der Silbermedaille bei der U16-Europameisterschaft 2001 mit der russischen Kadettenauswahl aus seiner Heimatregion Stawropol zum Viertligisten Pulkowo aus Sankt Petersburg. Nach einer guten Vorstellung bei der U18-Europameisterschaft 2002 wechselte er zurück in die Region Stawropol zum Erstligisten und Korać-Cup-Finalisten 2002 Lokomotiw aus Mineralnyje Wody. Nach einer erfolgreichen Europapokalsaison zuvor und einem dritten Platz in der russischen Meisterschaft schwächelte Lokomotiw in der Saison 2002/03 und erreichte nur knapp die Play-offs um die russische Meisterschaft, in denen man in der ersten Runde gegen den späteren Meister ZSKA ausschied. Anschließend wurde der Verein nach Rostow transferiert. In einer um drei Vereine vergrößerten Superleague Russland wiederholte sich das Abschneiden in den Spielzeiten 2003/04 und 2005/06: Nach einem achten Platz in der Hauptrunde schied man in der ersten Play-off-Runde gegen den späteren Titelträger ZSKA sieglos aus. In der Saison 2004/05 landete man zwischenzeitlich auf dem sechsten Platz und spielte in der ersten Runde gegen UNICS Kasan, denen man sich nur knapp mit zwei Siegen gegenüber drei Niederlagen geschlagen gab.
UNICS Kasan war es dann auch, der Sokolow, mittlerweile U20-Europameister mit der russischen Juniorenauswahl von 2005, in der Spielzeit 2006/07 neu unter Vertrag nahm. Sokolow erhielt in seiner ersten Spielzeit für UNICS nur wenig Spielzeit und wurde teilweise auch noch in der Reservemannschaft eingesetzt. In jener Spielzeit erreichte UNICS die Finalserie der Meisterschaft und wurde Vizemeister hinter ZSKA Moskau. Nach einem frühzeitigen Ausscheiden in der ersten Play-off-Runde 2008 erreichte man 2009 den dritten Platz in der russischen Meisterschaft und gewann den russischen Pokalwettbewerb, nachdem man bereits 2007 Finalist in diesem Wettbewerb gewesen war. Im zweitwichtigsten europäischen Vereinswettbewerb ULEB Cup erreichte man 2007 das Halbfinale, das gegen den späteren Titelgewinner Real Madrid verloren ging, 2008 das Viertelfinale und 2009 die Top-16-Gruppenphase. Sokolow konnte in nahezu jeder Spielzeit seine statistischen Werte steigern und hatte in der Spielzeit 2008/09 einen zweistelligen Punkteschnitt pro Spiel auf europäischer Ebene.
Nachdem er zuvor alle russischen Auswahlteams im Jugend- und Juniorenbereich durchlaufen hatte, wurde er von Nationaltrainer David Blatt 2009 erstmals für einen Endrundenkader im Herrenbereich nominiert. Bei der EM 2009 trat die russische Nationalmannschaft als Titelverteidiger an, belegte aber nach einer Viertelfinalniederlage gegen Serbien am Ende den siebten Platz. Sokolow blieb im Nationalteam unauffällig und wurde in zwei Spielen gar nicht eingesetzt. Nach einer guten Saison 2008/09 verpflichtete ihn aber der dominierende russische Basketballverein ZSKA Moskau, der zuvor den langjährigen Nationalmannschafts-Centerspieler Alexei Sawrasenko abgegeben hatte. Sokolow konnte mit ZSKA 2010 auch das russische Double und die erste reguläre Austragung der osteuropäischen VTB United League gewinnen. Bei einem der führenden europäischen Basketballvereine musste sich Sokolow ähnlich wie zu Beginn seiner Zeit bei UNICS seine Spielzeit neu erkämpfen. In seinem ersten Jahr 2009/10, in dem ZSKA im wichtigsten europäischen Vereinswettbewerb EuroLeague 2009/10 einen dritten Platz erreichte, wurde er weniger als zehn Minuten pro Spiel eingesetzt. Zu Beginn seiner zweiten Saison verdoppelte sich seine Einsatzzeit speziell in der EuroLeague auch infolge einer Verletzung von Alexander Kaun, jedoch schied ZSKA auch in der Vorrunde aus und erreichte erstmals nach neun Jahren nicht das Final-Four-Turnier in diesem Wettbewerb. Am Ende reichte es in der russischen Meisterschaft noch zur Titelverteidigung, nachdem man gegen Vizemeister BK Chimki knapp das Finalspiel der VTB-Liga verloren hatte.
In den folgenden beiden Spielzeiten, in der ZSKA weiterhin die russischen Meisterschaften sowie die VTB United League gewann, kam Sokolow auf wenig Spielanteile in Relation zu seinen Mannschaftskameraden Nenad Krstić und Alexander Kaun und konnte sich so auch für keinen Endrundenkader der russischen Nationalmannschaft empfehlen, wodurch er auch die Teilnahme an den Olympischen Spielen 2012 verpasste. In der EuroLeague verlor man 2012 im Finale und 2013 im Halbfinale gegen den jeweiligen Titelgewinner Olympiakos Piräus. Nach der Saison 2012/13 wurde schließlich sein Vertrag bei ZSKA nicht mehr verlängert und er wechselte zurück zu UNICS Kasan.